# 노무라 도요카즈
노무라 도요카즈(일본어: 野村 豊和, 1949년 7월 14일~)는 일본의 전직 유도 선수로 1972년 하계 올림픽에서 남자 하프미들급 금메달을 획득했다.

## 경력
나라현 고료정에서 유도 선수 집안의 아들로 태어났다. 아버지 히코타다(彦忠)는 나라현에 유도 도장을 세웠고, 그의 형 다다토시(忠寿)도 훗날의 올림픽 금메달리스트 호소카와 신지를 가르친 유도 강사이다. 그의 조카 다다히로는 올림픽 역사상 금메달 3개 획득한 유일한 유도 선수이다. 노무라는 덴리 대학에서 수학한 후 하쿠호도에 선수 겸 직원으로 입사하였다.
1969년 10월 멕시코의 멕시코시티에서 열린 1969년 세계 선수권 대회에서 소노다 요시오에게 패하여 은메달을 획득했다. 이후 1970년 5월에 중화민국 가오슝에서 열린 1970년 아시아 선수권 대회에 참가하여 대한민국의 김대근을 꺾고 우승을 차지했다.
1971년 9월에는 서독 루트비히스하펜에서 열린 1971년 세계 선수권 대회에서 가와구치 다카오의 뒤를 이어 은메달을 획득했고 이듬해인 1972년에 전일본 선수권 대회에서 우승하면서 뮌헨에서 열릴 1972년 하계 올림픽 라이트미들급 대표 선수로 발탁되었다. 노무라는 1972년 올림픽에서 중화민국의 왕룽시, 헝가리의 헤테니 언털, 소련의 아나톨리 노비코프, 폴란드의 안토니 자이코프스키를 모두 한판승으로 꺾으며 우승을 차지했다.
이듬해인 1973년에는 스위스 로잔에서 열린 1973년 세계 선수권 대회에서 동독의 디트마어 회트거를 꺾고 우승을 차지했다.
현역 은퇴 후에는 와카야마현에서 학교 교사로 일했다.

## 같이 보기
- 올림픽 유도 메달리스트 목록